# سیارک ۱۰۱۷۰
سیارک ۱۰۱۷۰ (به انگلیسی: 10170 Petrjakes، نامگذاری:1995DA1) ده هزار و صد و هفتاد و یکمین سیارک کشف شده‌است که در ۲۲ فوریه ۱۹۹۵ کشف شد.
قدر مطلق سیارک برابر ۱۴٫۲۰ است.